# Härfåglar
Härfåglar (Upupidae) är en familj med fåglar som enbart omfattar släktet Upupa. Familjen har traditionellt placerats i ordningen praktfåglar (Coraciiformes) men sentida studier visar att den och dess närmaste släktingar utgör en egen ordning, Bucerotiformes.

## Systematik
Traditionellt placeras härfåglarna tillsammans med skratthärfåglarna i ordningen praktfåglar (Coraciiformes). Sibley & Ahlquist bröt ut näshornsfåglar och härfåglar ur praktfåglarna och placerade dem istället i de två nyskapade ordningarna Bucerotiformes och Upupiformes. Nyare fylogenetiska studier visar att hackspettartade fåglarna (Piciformes) är systergrupp till en klad inom praktfåglarna. För att bevara praktfåglarnas monofyli placeras därför näshornsfåglar, hornkorpar, härfåglar och skratthärfåglar i ordningen Bucerotiformes.
|  | Praktfåglar (Coraciiformes)         |
|  |                                     |
|  | Hackspettartade fåglar (Piciformes) |
|  |                                     |

|  | Näshornsfåglar (Bucerotidae) |
|  |                              |
|  | Hornkorpar (Bucorvidae)      |
|  |                              |

|  | Härfåglar (Upupidae)            |
|  |                                 |
|  | Skratthärfåglar (Phoeniculidae) |
|  |                                 |

|  | Näshornsfåglar (Bucerotidae) |
|  |                              |
|  | Hornkorpar (Bucorvidae)      |
|  |                              |

|  | Härfåglar (Upupidae)            |
|  |                                 |
|  | Skratthärfåglar (Phoeniculidae) |
|  |                                 |

Inom ordningen Bucerotiformes är härfåglar och skratthärfåglar systergrupp till näshornsfåglar och hornkorpar.

### Arter i familjen
Tidigare har släktet Upupa beskrivits som monotypiskt, endast omfattande härfågeln (Upupa epops). Idag delas den vanligen upp i två arter, där madagaskarhärfågeln (Upupa marginata) bryts ut som egen art på grund av framför allt avvikande läte. Ytterligare en art finns beskriven, den storväxta, utdöda sankthelenahärfågeln (Upupa antaios).